# Stérubine
La stérubine (S-7-méthoxy-3`,4`,5-trihydroxyflavanone) est une flavanone (C16H14O6) qui a la capacité de masquer l'amertume de composé amer.
Cette flavanone a été identifiée dans un extrait des feuilles de l'Herba Santa (Eriodictyon californicum), une plante poussant dans le nord du Mexique et dans l'État de Californie.
Dans cette même plante, trois autres flavonoïdes ont été identifiés avec la même capacité à modifier le goût : l'ériodictyol, l'homoériodictyol et son sel de sodium (homoériodictyol sodique).
La flavanone est extraite par un solvant non miscible avec l'eau, ensuite les corps gras sont éliminés. L'extrait est éventuellement préépuré sur charbon actif, puis traité avec une solution à base de sodium ionique. Pour finir, le sel de sodium d'homoériodictyol est précipité et purifié par reprécipitation ou cristallisation à température inférieure à 40 °C.